# Mistrzostwa Świata Wojskowych w Judo 2021
40. Mistrzostwa Świata Wojskowych odbywały się w dniach 28 października - 4 listopada 2021 roku w Brétigny-sur-Orge, Paryżu. W tabeli medalowej tryumfowali judocy z Francji.

## Klasyfikacja medalowa
Gospodarz zawodów został zaznaczony kolorem.
| Miejsce | Państwo    |    |    |    | Razem |
| ------- | ---------- | -- | -- | -- | ----- |
| 1       | Francja    | 5  | 3  | 4  | 12    |
| 2       | Uzbekistan | 4  | 0  | 2  | 6     |
| 3       | Brazylia   | 3  | 4  | 6  | 13    |
| 4       | Austria    | 2  | 2  | 4  | 8     |
| 5       | Rosja      | 1  | 3  | 8  | 12    |
| 6       | Słowenia   | 1  | 0  | 0  | 1     |
| 7       | Polska     | 0  | 2  | 2  | 4     |
| 8       | Ukraina    | 0  | 1  | 3  | 4     |
| 9       | Szwajcaria | 0  | 1  | 2  | 3     |
| 10      | Finlandia  | 0  | 0  | 1  | 1     |
| Razem   | Razem      | 16 | 16 | 32 | 64    |

## Medaliści

### Mężczyźni
| Konkurencja: | Złoto: | Srebro:          | Brąz:                                   |
| −60 kg       | Dilshodbek Baratov | Jolan Florimont  | Daniel Leutgeb Bekirbek Morgoyev        |
| −66 kg       | Willian Lima | Alim Balkarov    | Abrek Naguchev Reda Seddouki            |
| −73 kg       | Lukas Reiter | Benjamin Axus    | David Lima Kazbek Naguchev              |
| −81 kg       | Guilherme Schimidt | Hievorh Manukian | Hugo Metifiot Lukas Wittwer             |
| −90 kg       | Davlat Bobonov | Rafael Macedo    | Simon Gautschi Michaił Igolnikow        |
| −100 kg      | Muzaffarbek Turoboyev | Daniel Eich      | Nijaz Iljasow Piotr Kuczera             |
| ponad 100 kg | Inał Tasojew | David Moura      | Shokhruh Bakhtiyorov Martti Puumalainen |
| Drużynowo    | Francja · Jolan Florimont · Reda Seddouki · Benjamin Axus · Baptiste Pierre · Hugo Metifiot · Antony Joubert · Kevin Czernick · Mathurin Ligot · Emre Sanal | Austria          | Brazylia · Uzbekistan                   |

### Kobiety
| Konkurencja: | Złoto:                                                                           | Srebro:                                                                                       | Brąz:                                |
| −48 kg       | Shirine Boukli                                                                   | Irina Dołgowa                                                                                 | Amanda Lima Jacqueline Springer      |
| −52 kg       | Diyora Keldiyorova                                                               | Julie Weill Dit Morey                                                                         | Cheyenne Mounier Anna Borodina       |
| −57 kg       | Rafaela Silva                                                                    | Jessica Lima                                                                                  | Anastasija Konkina Anna Kuczera      |
| −63 kg       | Andreja Leški                                                                    | Magdalena Krssakova                                                                           | Aléxia Castilhos Darja Dawydowa      |
| −70 kg       | Michaela Polleres                                                                | Eliza Wróblewska                                                                              | Ellen Santana Margaux Pinot          |
| −78 kg       | Audrey Tcheuméo                                                                  | Aleksandra Babincewa                                                                          | Marlene Hunger Yelyzaveta Lytvynenko |
| ponad 78 kg  | Julia Tolofua                                                                    | Beatriz Souza                                                                                 | Anzhela Gasparian Anna Gushchina     |
| Drużynowo    | Francja · Julia Tolofua · Cheyenne Mounier · Veronique Mandeng · Gaétane Deberdt | Polska · Karolina Pieńkowska · Anna Kuczera · Arleta Podolak · Eliza Wróblewska · Beata Pacut | Austria · Brazylia                   |